# خدا در بهائیت

«عظیم‌ترین نام»، نمادی بهائی برای خدا است. این تصویر متن خوشنویسی شده‌ای به زبان عربی است: که به صورت «ای با شکوه تر از همه با شکوهان» ترجمه می‌شود.

مفهوم خدا در بهائیت اساساً موحدانه است. خدا یک ذات لایزال و خلق ناشده بوده و اوست که منبع تمام هستی است. او چنین تعریف شده‌است: «خدای شخصی، غیرقابل ادراک، غیرقابل دسترس، منبع تمام الهامات، ابدی، همه‌چیزدان، همه‌جا حاضر و قادر مطلق». هرچند او متعالی بوده و مستقیماً قابل دسترس نیست، اما تصویر او در مخلوقاتش منعکس شده‌است. هدف از خلقت این است که مخلوق ظرفیت آن را داشته باشد تا خالق خود را شناخته و دوست بدارد. خداوند اراده و هدف خود را از طریق میانجی‌ها به انسان‌ها تفهیم می‌کند که به مظاهر خدا شناخته شده و همان پیامبران و رسولان هستند، آنها ادیان را از زمان‌های ما قبل تاریخ تا امروز بنا نهاده‌اند.

## خدا
تعالیم بهائی بیان می‌دارد که تنها یک خدا وجود دارد و جوهر آن بصورت مطلق از عالم فیزیکی هستی غیرقابل دسترس بوده و بنابراین فهم حقیقت آن کاملاً غیرقابل فهم است. ازین رو، تمام ادراکی که بشریت از خدا دارد، مشتق شده از مظاهر ذهن انسانی در درازنای تاریخ است و به هیچ وجه ماهیت جوهر خداوند را بازتاب نمی‌دهد. از آنجایکه جوهر خداوند غیرقابل دسترس است، صورت ادنای علم در مورد او با وساطت پیامبران الهی موجود بوده که از آن‌ها به تجلیات خداوند یاد می‌شود. تجلیات خداوند صفات الهی را بازتاب می‌دهد که عبارت از مخلوقات پروردگار هستند و به منظور روشنگری روحانی برروی بستر فیزیکی هستی ساخته شده‌اند. تمام موجودات فیزیکی حداقل یکی از این صفات را بازتاب می‌دهند، و روح انسان ظرفیت آن را دارد که تمام آن صفات را بازتاب دهد. شوقی افندی، رهبر دیانت بهائی در نیمه اول قرن بیستم میلادی، خدا را به عنوان ذات غیرقابل دسترس، عالم مطلق، قادر مطلق، شخصی و منطقی توصیف کرده و عقاید همه خدایی، انسان‌انگاری و حلول را رد می‌کند.

## یگانگی خدا
هرچند فرهنگ‌ها و ادیان انسان‌ها در خصوص مفاهیم مربوط به خدا و ماهیت آن اختلاف نظر دارند، پیروان بهائی بر این باور اند که با این وجود همه انسان‌ها به یک ذات رجوع می‌کنند. به جای این که چنین اختلاف نظرهایی به عنوان ساختارهای آشتی ناپذیر فرهنگ‌های ناسازگار در نظر گرفته شوند، بازتاب عامدانه نیازهای متفاوت جوامع دیده می‌شوند که در آن پیام‌های الهی هویدا گشته‌اند. ازین رو هیچ دینی، و هیچ مفهوم و درکی از خدا، لزوماً از منظر محتوای اصلی اجتماعی آن نسبت به دیگری اولی‌تر پنداشته نمی‌شود؛ با این حال ادیان جدیدتر ممکن است با در نظر گرفتن تغییر نیازهای محلی، منطقه‌ای یا تمدن جهانی، مفاهیم پیشرفته تری از خدا را تعلیم کنند. ازین رو پیروان بهائیت، ادیان جهان را به مثابه فصل‌هایی از تاریخچه یک عقیده واحد می‌دانند که توسط تجلیات خداوند بصورت تدریجی و در مراحل مختلف هویدا شده‌اند. بهاءالله در این خصوص می‌نویسد:
ستایش باد بر وحدانیت خدا، و عظمت باد بر او، فرمان‌روای مطلق، حاکم بی رقیب و بسیار با شکوه کائنات، کسی که از هیچ، واقعیت همه چیز را آفرید، کسی که از عدم، زلال‌ترین و لطیف‌ترین عناصر مخلوقاتش را به وجود آورد و کسی که مخلوقاتش را از ذلت فراق و بیم انقراض کامل نجات می‌دهد و آنها را به قلمرو با شکوه و فساد ناپذیر خود می‌خواند. هیچ کاستی در رحمت فراگیر و شفقت او که بر همه چیز نافذ است، وجود ندارد.

## دانش خدا
تعالیم بهائیت بیان می‌دارد که خداوند بزرگتر از آن است که انسان قادر به درک درستی از آن باشد. در نظام فکری بهائیت، صفات نسبت داده شده به خداوند همچون: قادر مطلق و عشق مطلق از تجارب محدود انسان‌ها در رابطه با قدرت و دوست داشتن منشأ گرفته‌اند. از تعالیم بهاءالله این بود که علم خداوند محدود است به آن عده صفات و خصوصیاتی که برای ما قابل درک باشد، لذا علم مستقیم در مورد خداوند غیرممکن است. همچنین، بهاءالله بیان داشت که علم به صفات خداوند از طریق پیامبرانش برای انسان‌ها هویدا شده‌است.
مخلوقات خداوند آنقدر بی عیب و نقص اند که هیچ ذهن یا قلبی، هرچند زیرک یا خالص باشد، قادر نیست که ماهیت ادناترین مخلوقات او را نیز درک کند؛ و در مورد رازهای او، که ستاره روشن حقیقت است و ماهیت غیرقابل دید و غیرقابل درکی دارد، اندکی هم پی ببرد…
علم ما در مورد اشیاء، حتی در مورد اشیای خلق شده و محدود نیز تنها به خصوصیات آنها خلاصه می‌شود نه به جوهرشان، پس در این صورت دیگر چگونه درک ماهیت حقیقت الهی، با وجود نامحدود بودن آن امکان‌پذیر خواهد بود؟ … از این رو درک خدا، به معنی درک و آگاهی از صفات اوست، نه واقعیت آن. علم ما حتی در مورد صفات او نیز محدود می‌باشد.

## خدای شخصی
هرچند متون بهائی، یک خدای شخصی را تعلیم می‌دهد، ذاتی که دارای یک شخصیت انسانی است (شامل ظرفیت منطق و احساس عشق)، آن‌ها به واضح بیان می‌دارند که نتیجه چنین فرضیاتی وجود یک انسان به فرم فیزیکی نیست. شوقی افندی می‌نویسد:
منظور از خدای شخصی خدایی است که از مخلوقاتش آگاه است، دارای ذهن است، مشیت دارد، هدف دارد، مانند آنچه بیشتر دانشمندان و ماتریالیست‌ها باور دارند یک قوه ناآگاه و معین نیست که کائنات را به حرکت درآورده باشد. چنین مفهومی از ذات الهی که از همه بزرگتر و در همه جا حاضر است، جنبه انسانی به خدا نمی‌دهد، چرا که در این مفهوم تمام محدودیت‌ها و اشکال انسانی را متعالی می‌سازد و به هیچ وجه تلاش نمی‌کند تا ذات الهی را که به وضوح فراتر از هر نوع فهم انسانی است را تعریف کند. وقتی گفته می‌شود خداوند یک حقیقت شخصی است بدین معنی نیست که او فرم فیزیکی دارد، و به هیچ وجه شبیه یک موجود انسانی نیست. داشتن چنین عقیده‌ای، کفر محض خواهد بود.
دربارهٔ اصطلاحاتی که در مورد خدا بکار می‌رود، بیت‌العدل اعظم چنین بیانی دارد:
هنگامی که برای اشاره به خداوند از ضمیر مذکر استفاده می‌شود، مهم است به خاطر داشته باشید که وقتی بهاءالله نوشته‌هایش را بیان می‌کرد، لازم می‌دید تا از زبان و شکل‌هایی از بیان استفاده کند که برای مخاطبانش قابل فهم باشد. تمام پیامبران چنین شیوه‌ای را بکار بسته‌اند؛ او مجبور بود از فرم‌های قدیمی استفاده کند تا بتواند بشریت را از طریق آن‌ها به سطح جدیدی از آگاهی ارتقاء دهد. در زبان عربی و فارسی، مانند انگلیسی و اغلب زبان‌های اروپایی، سنت برین است که خدا را با کلمات «مالک» و «پدر» خطاب کنند، نه «بانو» و «مادر». بهاءالله با وجود استفاده از شیوهٔ نوشتار سنتی، اوراق زیادی را به کار گرفته تا این حقیقت که خدا نه مرد است نه زن، و در عین حال فراتر از فهم و درک تمام انسان هاست را به مخاطبانش منتقل نماید. اگر کسی عمیقاً نوشتجات مربوط به عظیم الشان بودن خداوند و حاضر بودن او در همه جا را بخواند برایش واضح می‌شود که مفهوم جنسیت در این چهارچوب اساساً بی‌ربط است…

تعالیم بهائی بیان می‌دارد که قرب به خداوند از طریق عبادت، تفکر، مطالعه نوشته‌های مقدس، و خدمت به بشریت حاصل می‌گردد. عبدالبهاء می‌نویسد:
ازین رو ما می‌آموزیم که اگر شخصی خود را با داخل شدن در قلمرو خدا و خدمت رسانی به بشریت وقف خداوند کند، می‌تواند به او نزدیک شود؛ این قرب با متحد شدن با انسان‌ها و از طریق نوع دوستی حاصل می‌شود؛ قرب به پروردگار تحقیق حقیقت، کسب خصایص نیک و حمیده، خدمت در راستای صلح جهانی و طهارت شخصی وابسته است.

## کتابشناسی
- ʻAbdu'l-Bahá (1981) [1904-06]. Some Answered Questions. Wilmette, Illinois, USA: Baháʼí Publishing Trust. ISBN 0-87743-190-6.
- ʻAbdu'l-Bahá (1982) [1912]. The Promulgation of Universal Peace (Hardcover ed.). Wilmette, Illinois, USA: Baháʼí Publishing Trust. ISBN 0-87743-172-8.
- Adamson, Hugh (2007). Historical Dictionary of the Baháʼí Faith. Oxford, UK: Scarecrow Press. ISBN 0-8108-3353-0.
- Baháʼu'lláh (1976). Gleanings from the Writings of Baháʼu'lláh. Wilmette, Illinois, USA: Baháʼí Publishing Trust. ISBN 0-87743-187-6.
- Cole, Juan (1982). "The Concept of Manifestation in the Baháʼí Writings". Baháʼí Studies. monograph 9.
- Effendi, Shoghi (1944). God Passes By. Wilmette, Illinois, USA: Baháʼí Publishing Trust. ISBN 0-87743-020-9.
- Hatcher, William; Martin, Douglas (1985). The Baháʼí Faith. San Francisco: Harper & Row. ISBN 1-931847-06-1.
- Hatcher, William (April 1980). "The Science of Religion". Baháʼí Studies. Association for Baháʼí. 2.
- Hayes, Terril G.; Fisher, Betty J.; Hill, Richard A.;  et al., eds. (2006) [1994]. The Journey of the Soul: Life, Death & Immortality. Baháʼí Publishing. ISBN 978-1-931847-28-5.
- McLean, Jack; Lee, Anthony A. (1997), Revisioning the Sacred: New Perspectives on a Baha'i Theology, Kalimat Press, ISBN 0-933770-96-0
- Momen, Moojan (1988). Studies in the Bábí and Baháʼí Religions vol. 5, chapter: A Basis For Baháʼí Metaphysics. Kalimat Press. pp. 185–217. ISBN 0-933770-72-3.
- Saiedi, Nader (2008). Gate of the Heart. Waterloo, Ontario, Canada: Wilfrid Laurier University Press. ISBN 978-1-55458-035-4.
- Smith, Peter (2008). An Introduction to the Baha'i Faith. Cambridge: Cambridge University Press. ISBN 0-521-86251-5.
- Smith, Peter (2000). A Concise Encyclopedia of the Baháʼí Faith. Oxford, UK: Oneworld Press. ISBN 1-85168-184-1.